# Bodenmarkierung (Flugplatz)

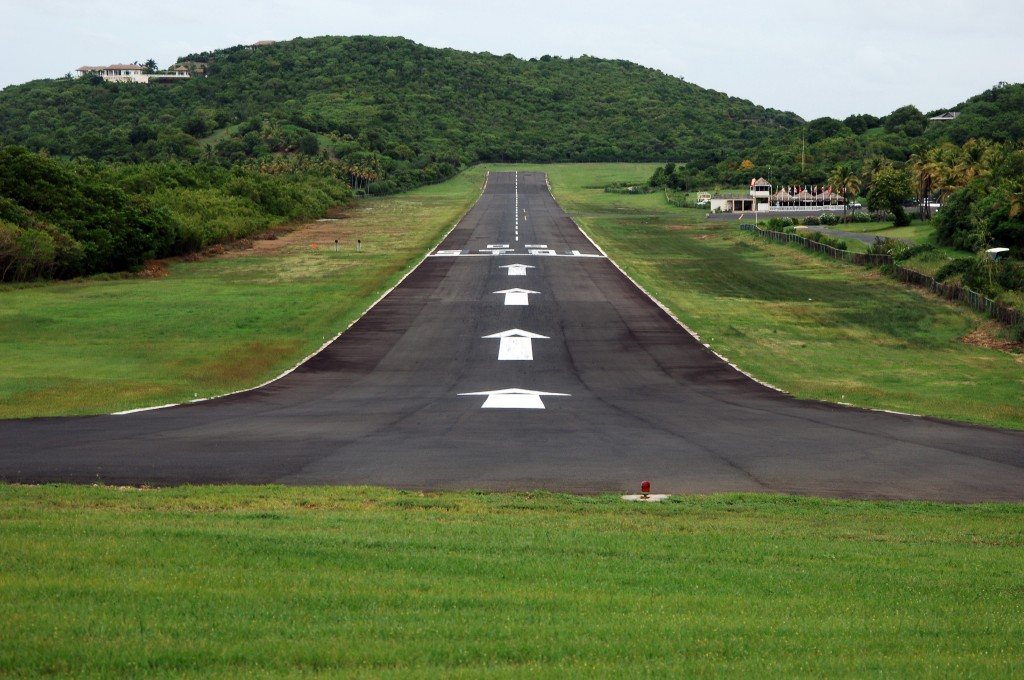
Markierung einer Start- und Landebahn mit versetzter Schwelle.

Bodenmarkierungen auf Flugplätzen (engl.: Marking) oder kurz Markierungen dienen der Orientierung von Luftfahrzeug-Piloten in der Luft und am Boden. Die ICAO schlägt in den auf ICAO Annex 14 basierenden „Aerodrome Design And Operation Standards“ international geltende Markierungen und Signale auf Flugplätzen vor. Diese Vorschläge werden von den Mitgliedsstaaten in nationales Recht übernommen. Im Rahmen der Flughafenplanung wird die Bodenmarkierung auf Flugplätzen geplant, die rechtsgültige Festlegung der Markierungen erfolgt in der Regel per Bescheid.

## Markierungen der Start- und Landebahn
Die Markierungen von Start- und Landebahnen sind grundsätzlich weiß. Am wichtigsten sind hierbei die Markierungen der Mittellinie (englisch: Center Line) sowie vom Anfang und Ende der Bahn, die für den Piloten auch aus der Luft erkennbar sein müssen.
Die Landeschwelle ist der Beginn der Zone, ab der Landungen möglich sind. Sie ist häufig mit einem weißen Querstrich und einer Längsmarkierung (ähnlich dem Zebrastreifen an einem Fußgängerüberweg) markiert. Den Schwellen zugeordnet ist die Landebahnkennung. Bei einer versetzten Schwelle sind vor der Schwelle Pfeile in Richtung der Schwelle sowie ein zusätzlicher Querstrich vor der Schwelle angebracht. Bei einer vorübergehend versetzten Schwelle gibt es ebenfalls die Pfeile und den Querstrich, die „normale“ Schwellenmarkierung entfällt in diesem Fall.
Je nach Grundlänge der Bahn gibt es bei 250 m (Codezahl 2), bei 300 m (Codezahl 3) oder bei 400 m (Codezahl 4) bei Instrumentenbahnen eine Zielpunktmarkierung (englisch: Aiming Point Marking). Die Aufsetzzone (englisch: Touch Down Zone) muss nur bei Präzisionslandebahnen (Codezahl 2, 3 oder 4) markiert sein.

## Markierungen von Rollwegen und Rollgassen

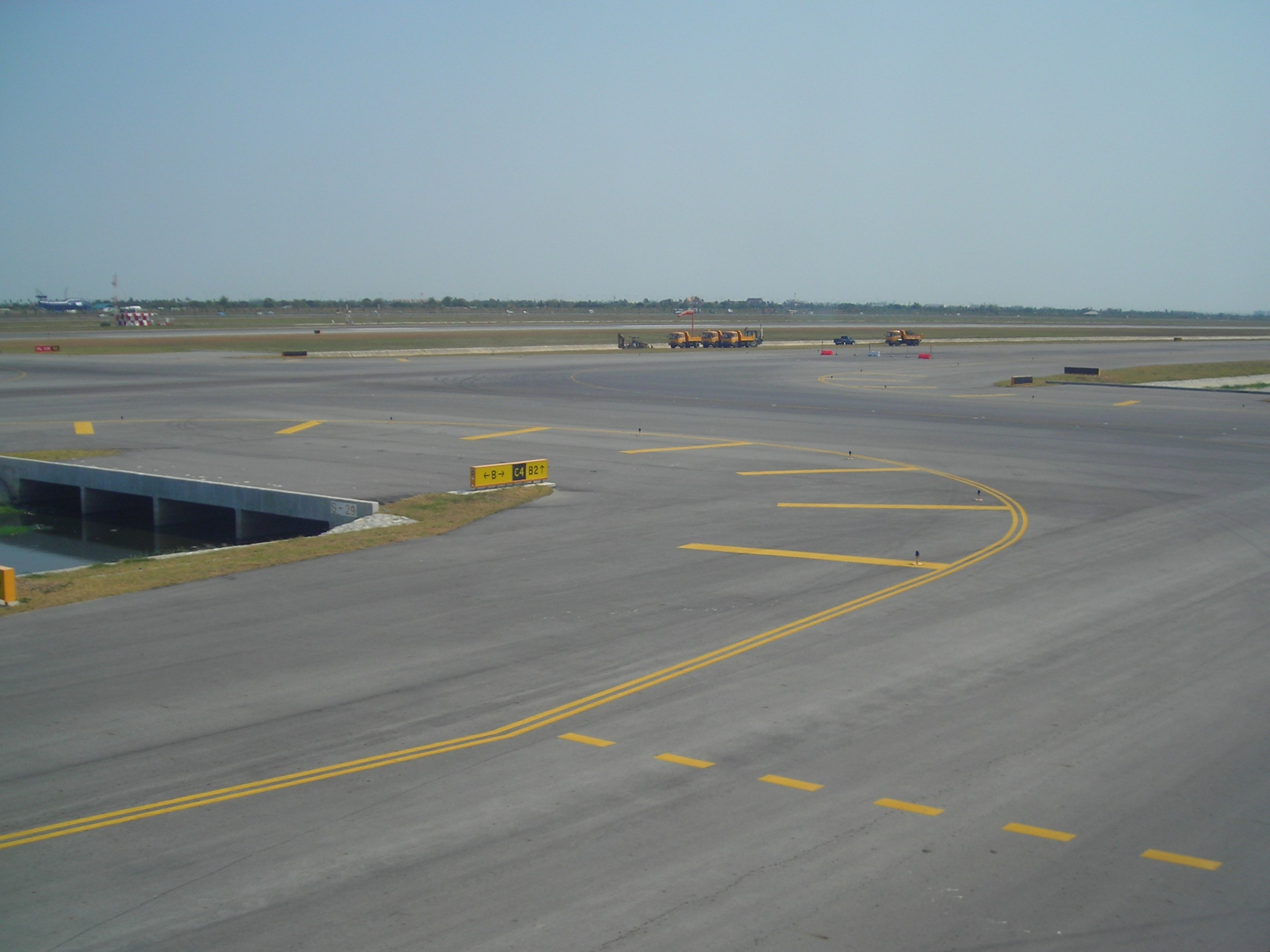
Rollwegrandmarkierung (gelbe Doppellinie), Markierung einer Intermediate Holding Position (unterbrochene gelbe Querlinie).

Markierungen der Rollwege und Rollgassen sind hingegen gelb. Ränder (Seitenlinien) sind mit einer doppelten gelben Linie gekennzeichnet, die Mittellinie (englisch: Center Line) mit einer einfachen gelben Linie, die bei Kreuzungen mit einer Start- und Landebahn unterbrochen ist. Rollwegmittellinien reichen bei Einmündungen in die Start- und Landebahn bis an deren Mittellinie heran. Des Weiteren werden Kreuzungen mit anderen Rollwegen (englisch: Intermediate Holding Position) und Kreuzungen mit der Start- und Landebahn (Rollhaltemarkierung, englisch: holding point) mit gelben Querstrichen markiert.

### Rollhalt

Rollhaltmarkierung Typ A

Rollhaltmarkierung Typ B

Der Rollhalt (Taxi Holding Point) ist der Punkt auf dem Rollweg, an dem vor dem Rollen auf die Startbahn gehalten werden muss, um an- oder abfliegenden Luftfahrzeugen den Vorrang zu lassen. An kontrollierten Flugplätzen darf diese Rollhaltemarkierung nur mit entsprechender Freigabe durch die Flugverkehrskontrolle (Turm oder Rollkontrolle) überquert werden.
Die Rollhaltemarkierung (für CAT I, Typ A) besteht aus zwei quer zur Rollrichtung verlaufenden durchgezogenen und zwei unterbrochenen gelben Linien. Aus Sicht eines von der Piste abrollenden Flugzeuges (a) sind zuerst die beiden unterbrochenen Linien zu sehen, die anzeigen, dass der Rollhalt überrollt werden darf. Aus Sicht des Rollweges Richtung Startbahn (b) erscheinen erst die beiden durchgezogenen Linien und signalisieren, dass hier gehalten werden muss.
Bei Pisten, die für den Allwetterflugbetrieb der Betriebsstufe CAT II und III, Typ B zugelassen sind, befindet sich auf dem Rollweg eine weitere Rollhaltmarkierung in einem größeren Abstand zur Pistenmittellinie. Nur wenn die Betriebsstufe II oder III aktiv ist, müssen Flugzeuge hier in einem größeren Abstand zur Piste halten, um unter anderem die Schutzzonen (critical und sensitive area) des Instrumentenlandesystems (ILS; Instrument Landing System) freizuhalten. Die Rollhaltemarkierung für CAT II und III besteht aus einer gelben Doppellinie mit dazwischen befindlichen Querbalken. Für nach VFR operierende Luftfahrzeuge hat diese Markierung keine Bedeutung und darf daher überrollt werden, es sei denn, die Rollkontrolle weist ausdrücklich einen Halt an dieser Markierung an.

## Markierungen in der Signalfläche
Bodensignale werden gemeinsam in der Signalfläche ausgelegt. Diese hat eine Mindestfläche von 81 m² (9 × 9 m), sodass sie auch während des Anfluges gesehen werden kann. Hauptsächlich zu finden sind diese Signalflächen an kleineren, unkontrollierten Flugplätzen, da hier eine Funkausrüstung nicht gesetzlich vorgeschrieben ist. Bei Funkausfall stehen sie weiterhin als Informationsquelle zur Verfügung. Der Nutzen ist dennoch zweifelhaft, da die gegebenen Informationen in der Regel durch die Flugvorbereitung bereits bekannt sind. Allerdings ist die Pflicht zur Anlage dieser Signalflächen schon vor Jahren vom Verkehrsministerium aufgehoben worden und zahlreiche Flugplätze haben daraufhin die Signalfläche entfernt.
| Signal | Beschreibung | Signal | Beschreibung |
| ------ | --- | ------ | --- |
|        | Landeverbot: Landeverbot für längere Zeit |        | Besondere Vorsicht beim Landeanflug und bei der Landung: Beim Landeanflug und bei der Landung ist wegen des schlechten Zustandes des Rollfeldes oder aus anderen Gründen besondere Vorsicht geboten (Wird von vielen Betreibern grundsätzlich ausgelegt) |
|        | Benutzung der Start- und Landebahnen und der Rollwege: Zum Starten, Landen und Rollen dürfen nur Start- und Landebahnen und Rollwege benutzt werden                                                                                           |        | Benutzung der Start- und Landebahnen und der Rollwege: Zum Starten und Landen dürfen nur die Start- und Landebahnen benutzt werden; Rollbewegungen sind nicht auf Start- und Landebahnen oder Rollwege beschränkt                                        |
|        | Unbenutzbarkeit des Rollfeldes: Der durch die Kreuze bezeichnete oder begrenzte Teil des Rollfeldes ist nicht benutzbar (Dies gilt auch für Start- und Landebahnen)                                                                           |        | Anweisungen für Start und Landung: Starts und Landungen sind parallel zum Längsbalken des Lande-T in Richtung auf den Querbalken durchzuführen |
|        | Segelflugbetrieb: Am Flugplatz wird Segelflugbetrieb durchgeführt |        | Richtungsänderung nach rechts: Entgegen der Norm verläuft die Platzrunde nicht gegen den Uhrzeigersinn, sodass Kurven nach dem Start und vor der Landung in Rechtskurven durchgeführt werden müssen                                                      |
|        | Getrennte Platzrunde für motorgetriebene Luftfahrzeuge und Segelflugzeuge: Nach dem Start und vor der Landung sind Richtungsänderungen für motorgetriebene Luftfahrzeuge nur in Pfeilrichtung, für Segelflugzeuge nur entgegengesetzt erlaubt |        | Flugsicherungsmeldungen: Flugsicherungsmeldungen sind an der so bezeichneten Stelle (meist der Tower) abzugeben: oft sind hier auch die vom Betreiber erhobenen Gebühren zu entrichten                                                                   |

## Markierungen am Vorfeld
Markierungen am Vorfeld sind meist weiß oder rot. Es werden zum Beispiel die Ränder von Luftfahrzeug-Abstellpositionen markiert oder verschiedene Sperrflächen wie solche im Schwenkbereich von Fluggastbrücken und die Ränder von Geräteabstellflächen. Gelbe Linien am Vorfeld finden sich in Form der Roll-Leitlinien, die eine Verlängerung der Mittellinien der Rollwege darstellen.

## Sonstige Markierungen auf Flugplätzen

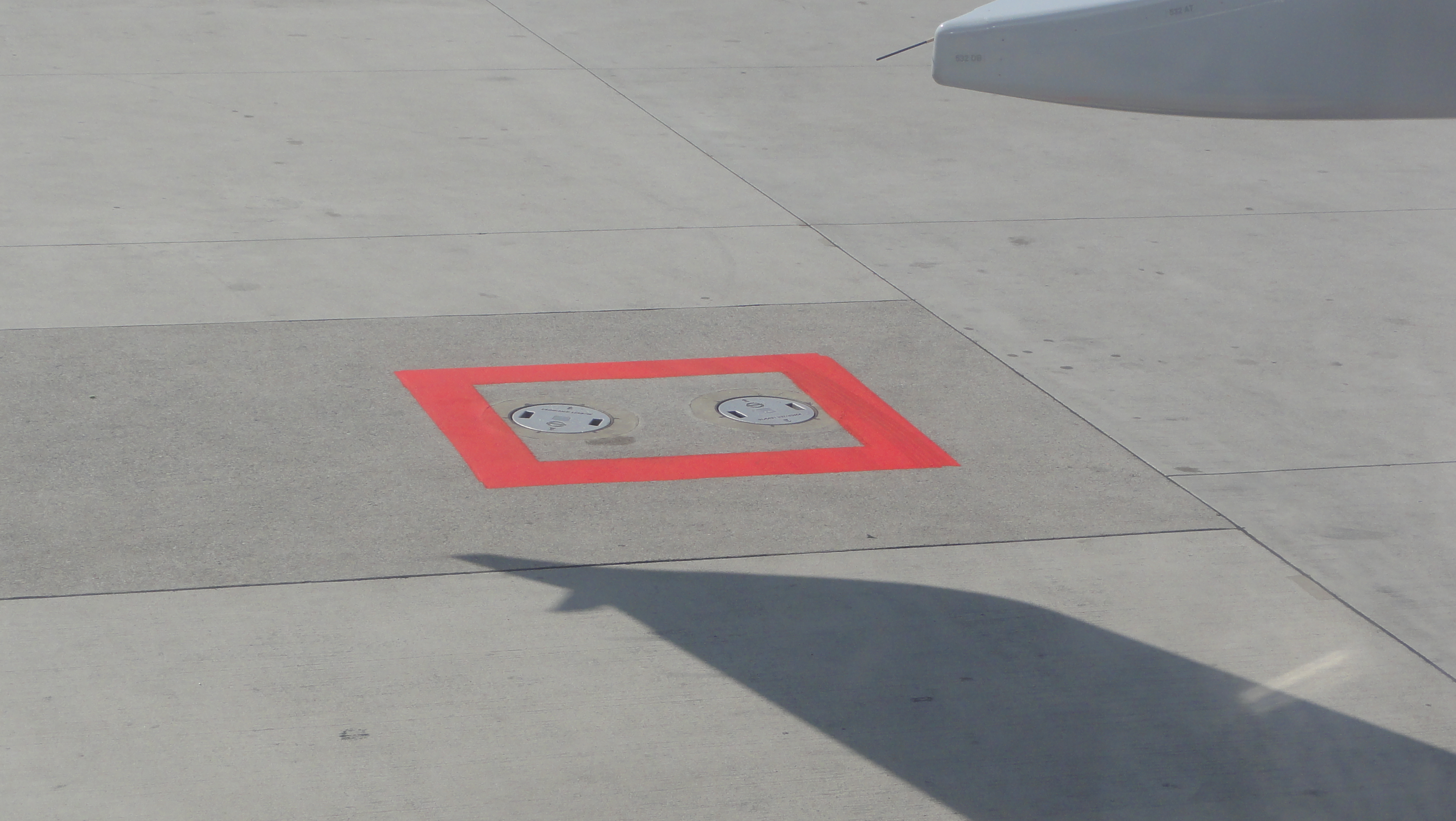
Tankanschluss

Sonstige Markierungen auf Flugplätzen sind beispielsweise solche von Betriebsstraßen, die im Wesentlichen Bodenmarkierungen im Straßenverkehr entsprechen, oder Markierungen zur Kennzeichnung von unterirdischen Leitungen wie zum Beispiel von Treibstoffleitungen.

## Normen
Internationale Regelungen für Markierungen auf Flugplätzen finden sich in den Anhängen (engl. Annex) zum Chicagoer Abkommen. Für Deutschland sind die Gemeinsamen Grundsätze des Bundes und der Länder über die Befeuerung und Markierung für Flugplätze mit Instrumentenflugverkehr und die Gemeinsamen Grundsätze des Bundes und der Länder über die Befeuerung und Markierung für Flugplätze mit Sichtflugverkehr (NfL I 94/03) zu berücksichtigen. In Österreich gilt diesbezüglich die Zivilflugplatz-Verordnung ZFV.